# Кучеренко, Олег Николаевич
Кучере́нко Оле́г Николаеви́ч (род. 20 декабря 1968, Красный Луч, Луганская область) — советский и немецкий борец греко-римского стиля, олимпийский чемпион, Заслуженный мастер спорта СССР (1989).

## Биография
Борьбой занимался с 1978 года, с 1982 года учился в Луганском спортинтернате. В 1987 году выиграл чемпионат СССР среди юниоров, после чего перешёл тренироваться в школу высшего спортивного мастерства.
На Летних Олимпийских играх 1992 года в Барселоне, выступая за Объединённую команду, боролся в весовой категории до 48 килограммов.
В предварительных схватках:
- в первом круге по баллам со счётом 6-1 выиграл у Ларса Рёниннгена (Норвегия);
- во втором круге по баллам со счётом 3-0 выиграл у Вон До Ёнга (Северная Корея);

В финальных схватках
- в третьем круге по баллам со счётом 7-2 выиграл у Масанори Охаси (Япония);
- в четвёртом круге по баллам со счётом 10-1 выиграл у Иона Дескалеску (Румыния);
- в пятом круге не участвовал;
- в шестом круге по баллам со счётом 11-0 выиграл у Уилбера Санчеса (Куба);
- в седьмом круге, в котором решалась судьба золотой медали по баллам со счётом 3-0 выиграл, проведя перевод в партер и переворот накатом, у Винченцо Маенца (Италия), двукратного олимпийского чемпиона, прозванного «коброй в стремительном смертельном броске», и стал олимпийским чемпионом;

В 1994 году получил гражданство Германии
На Летних Олимпийских играх 1996 года в Атланте, выступая за сборную Германии, боролся в весовой категории до 48 килограммов. Выиграв одну схватку и проиграв две, выбыл в третьем квалификационном раунде и занял итоговое 12 место.

## Основные соревнования и занятые места
| Дата | Турнир                              | Занятое место |
| ---- | ----------------------------------- | ------------- |
| 1987 | Чемпионат СССР среди юниоров        | 1             |
| 1987 | Чемпионат мира среди юниоров        | 1             |
| 1990 | Чемпионат СССР                      | 2             |
| 1988 | Кубок мира                          | 1             |
| 1989 | Чемпионат Европы                    | 3             |
| 1989 | Чемпионат мира                      | 1             |
| 1989 | Чемпионат СССР                      | 1             |
| 1990 | Чемпионат Европы                    | 2             |
| 1990 | Чемпионат мира                      | 1             |
| 1991 | Чемпионат мира                      | 5             |
| 1992 | Олимпийские игры                    | 1             |
| 1995 | Чемпионат Европы                    | 3             |
| 1995 | Чемпионат мира                      | 4             |
| 1996 | Олимпийские игры                    | 12            |
| 1997 | Чемпионат Европы                    | 4             |
| 1998 | Отборочный турнир FILA              | 6             |
| 1998 | Чемпионат Европы                    | 5             |
| 1998 | Чемпионат мира                      | 6             |
| 2000 | Чемпионат мира среди военных        | 1             |
| 2001 | Чемпионат мира среди военных        | 1             |
| 2001 | Чемпионат мира                      | 10            |
| 2003 | Чемпионат Европы                    | 7             |
| 2003 | Чемпионат мира среди военных        | 2             |
| 2003 | Чемпионат мира                      | 29            |
| 2004 | Квалификационный олимпийский турнир | 5             |

Окончил факультет физического воспитания Луганского педагогического института. Почётный гражданин Луганска (1992).
На настоящий момент проживает в Германии, в городке Кульмбах